# Număr Smith
În teoria numerelor, un număr Smith este un număr compus a cărui sumă a cifrelor într-o bază dată este egală cu suma cifrelor factorilor lor primi. În cazul numerelor care nu sunt libere de pătrate factorizarea se scrie fără exponenți, scriind factorul repetat de câte ori este nevoie.
Numerele Smith au fost numite așa de Albert Wilansky de la Universitatea Lehigh, în urma observației că numărul de telefon al cumnatului său, Harold Smith, 493-7775, avea această proprietate:
{\displaystyle 4937775=3^{1}\cdot 5^{2}\cdot 65837^{1}}
unde
{\displaystyle 4+9+3+7+7+7+5=3\cdot 1+5\cdot 2+(6+5+8+3+7)\cdot 1=42}
în baza 10.

## Definiția matematică
Fie {\displaystyle n} un număr natural. În baza {\displaystyle b>1}, fie funcția {\displaystyle F_{b}(n)} suma digitală a lui {\displaystyle n}. Numărul natural {\displaystyle n} are divizorii întregi
{\displaystyle n=\prod _{\stackrel {p\mid n}{p{\text{ prime}}}}p^{v_{p}(n)}}
și este un număr Smith dacă
{\displaystyle F_{b}(n)=\sum _{\stackrel {p\mid n}{p{\text{ prim}}}}v_{p}(n)F_{b}(p)}
unde {\displaystyle v_{p}(n)} este ordinul p-adic al lui {\displaystyle n}.
De exemplu, în baza 10, {\displaystyle 378=2^{1}\cdot 3^{3}\cdot 7^{1}} este un număr Smith deoarece {\displaystyle 3+7+8=2\cdot 1+3\cdot 3+7\cdot 1=18,} iar {\displaystyle 22=2^{1}\cdot 11^{1}} este un număr Smith deoarece {\displaystyle 2+2=2\cdot 1+(1+1)\cdot 1=4}.
Primele câteva numere Smith în baza 10 sunt:
4, 22, 27, 58, 85, 94, 121, 166, 202, 265, 274, 319, 346, 355, 378, 382, 391, 438, 454, 483, 517, 526, 535, 562, 576, 588, 627, 634, 636, 645, 648, 654, 663, 666, 690, 706, 728, 729, 762, 778, 825, 852, 861, 895, 913, 915, 922, 958, 985, 1086, 1111, 1165, 1219.

## Proprietăți
În 1987 W.L. McDaniel a demonstrat că există infinit de multe numere Smith.
Numărul numerelor Smith în baza 10 mai mci de 10n pentru n=1, 2, ... este:
1, 6, 49, 376, 3294, 29928, 278411, 2632758, 25154060, 241882509, … 
Două numere Smith consecutive (de exemplu, 728 și 729, sau 2964 și 2965, sau cele trei 73615, 73616 și 73616) se numesc numere Smith înfrățite. Nu se știe câte numere Smith înfrățite există. Elementele de pornire ale celor mai mici n-upluri Smith (adică n numere Smith consecutive) în baza 10 pentru n = 1, 2, ... sunt:
Elementele de pornire ale n-uplurilor Smith (adică n numere Smith consecutive) în baza 10 pentru n = 1, 2, ... sunt:
4, 728, 73615, 4463535, 15966114, 2050918644, 164736913905, …
Cele mai mici elemente din perechile de numere Smith înfrățite sunt:
728, 2964, 3864, 4959, 5935, 6187, 9386, 9633, 11695, 13764, 16536, 16591, 20784, 25428, 28808, 29623, 32696, 33632, 35805, 39585, 43736, 44733, 49027, 55344, 56336, 57663, 58305, 62634, 65912, 65974, 66650, 67067, 67728, 69279, 69835
Un număr compus având proprietatea că suma cifrelor factorilor săi primi este egală cu de kori suma cifrelor sale se numește număr k-Smith. Exemplu: 32 este un număr 2-Smith.

Un număr Smith al cărui revers este de asemenea un număr Smith se numește număr Smith reversibil. Exemplu: 58 este un număr Smith reversibil.
Subșiruri ale numerelor Smith sunt numerele Smith semiprime și numerele Smith palindromice.
Numerele Smith pot fi construite din numere repunit. Primele numere care multiplicate cu orice număr repunit generează un număr Smith sunt:
1540, 1720, 2170, 2440, 5590, 6040, 7930, 8344, 8470, 8920, 23590, 24490, 25228, 29080, 31528, 31780, 33544, 34390, 35380, 39970, 40870, 42490, 42598, 43480, 44380, 45955, 46270, 46810, 46990, 47908, 48790, 49960, 51490, 51625, 52345, 52570, 53290, 57070.
În 2010 cel mai mare număr Smith cunoscut din baza 10 era:
{\displaystyle 9\cdot R_{1031}\cdot (10^{4594}+3\cdot 10^{2297}+1)^{1476}\cdot 10^{3913210}}
unde R1031 este un repunit egal cu {\displaystyle {\frac {10^{1031}-1}{9}}}.